# Калоян (севастократор)
Севастокра́тор Калоя́н — болгарский феодальный владетель, имевший высший титул севастократора. Управлял областью Средеца в XIII веке.
Калоян мог быть внуком царя Ивана Асеня I (1189—1196) через его младшего сына севастократора Александра, так как он упоминается как кузен царя Константина I Тиха (1257—1277); однако его отношение к царской семье могло быть только титулярным. Калоян был оппонентом провизантийской политики царя Михаила Асеня I (1246—1256), принимал участие в оппозиции ему.
Севастократор Калоян более всего известен как главный ктитор Боянской церкви, средневекового православного храма в Бояне около Софии. Надпись 1259 года в церкви описывает роль Калояна в её сооружении. Церковь украшена портретами ктитора Калояна и его жены Десиславы.
Существует также предположение, что Калоян перестроил дворец римского императора Константина I в Софии и использовал его как свою городскую резиденцию. Две другие небольшие церкви в Софии, Св. Петки Старой и Св. Николая, также атрибутированы его ктиторством.